# Římskokatolická farnost Hradec Králové – Kukleny
Římskokatolická farnost Hradec Králové – Kukleny je územním společenstvím římských katolíků v rámci královéhradeckého vikariátu královéhradecké diecéze. Území farnosti zahrnuje část města Hradec Králové a několik přilehlých vesnic.

## O farnosti

### Historie
V letech 1777-1784 byl v Kuklenách vystavěn klášter pro řád menších bratří konventuálů (minoritů). Při klášterním kostele svaté Anny byla zřízena farnost. Minoritský klášter byl zrušen v roce 1789 a v jeho prostorách byla zřízena farní škola.
| Funkční období    | Duchovní správce                                |
| ----------------- | ----------------------------------------------- |
| 1780-1783         | Renatus Grégr (kvardián kláštera)               |
| 1783-1800         | Karel Čermák (kvardián kláštera, od 1789 farář) |
| 1801-1806         | Josef Kuchynka                                  |
| 1806-1816         | Josef Šiška                                     |
| 1816-před 1832    | Ignác Kotyk                                     |
| před 1832-po 1843 | Jan Teisinger                                   |
| po 1843-1854      | Alois Koch                                      |
| 1854-1860         | Václav Pelikán                                  |
| 1860-1869         | Jan Hron                                        |
| 1869-1877         | Václav Jaňura                                   |
| 1877-1884         | Josef Vobrovský                                 |
| 1884              | Václav Vojnar (administrátor)                   |
| 1884-1888         | František Walter                                |
| 1888-1897         | František Rychlík                               |
| 1897-1907         | Jan Kaska                                       |
| 1907-1914         | František Kuřil                                 |
| 1914-1915         | Jan Rouš (administrátor)                        |
| 1915-1939         | Josef Kubeš                                     |
| 1939              | Petr Štěpánek (administrátor)                   |
| 1970              | Karel Ševela, SJ (ex currendo)                  |
| 2007-2022         | Zdeněk Novák (ex currendo)                      |
| 2022- současnost  | Antonín Forbelský (ex currendo)                 |

### Současnost
Farnost je administrována ex currendo z Hradce Králové - Pražského Předměstí. Klášter slouží Kongregaci Dcer Panny Marie Pomocnice (salesiánek), která v něm provozuje Církevní domov mládeže.
| Kostel          | Místo        | Bohoslužba | Bohoslužba | Poznámka     |
| --------------- | ------------ | ---------- | ---------- | ------------ |
| Kostel sv. Anny | HK – Kukleny | neděle     | 10.00      | farní kostel |